# Новоалексеевка (Здвинский район)
Новоалексеевка — деревня в Здвинском районе Новосибирской области. Входит в состав Петраковского сельсовета.

## География
Расположен у озера Колдей.
Планировочная ось деревни — улица Самарская.
Площадь деревни — 27 гектаров.

## Население
| 2002 | 2007 | 2010 |
| ---- | ---- | ---- |
| 101  | ↘74  | ↘54  |

## Известные уроженцы, жители
- Трояновский, Виталий Антонович (род. 1947) — советский и российский киновед, сценарист и режиссёр документального кино.

## Инфраструктура
В деревне по данным на 2007 год функционируют 1 учреждение здравоохранения, 1 образовательное учреждение.

## Транспорт
Автобусное сообщение с райцентром. Остановка общественного транспорта «Новоалексеевка».